# Benjamin Da Cunha
Pour les articles homonymes, voir Cunha.
Benjamin Seara Da Cunha est un boxeur franco-portugais né en France le 4 février 1993 à Mantes-la-Jolie, dans les Yvelines.

## Carrière sportive
Benjamin Seara Da Cunha grandit entre le Portugal à Fiscal (Amares) dans le district de Braga et la France, à Mantes-la-Jolie, où il commence la boxe en 2010.
En 2016, Da Cunha passe professionnel au BAM l'Héritage dans la catégorie de poids super-légers.
Après un début de carrière des plus compliqués (trois défaites en autant de combats sur décision partagé des juges), il quitte la France.
Il s’installe en mars 2018 à Azusa à l'est de Los Angeles en Californie et s'entraine avec le coach Daniel Valverde. Il change de catégorie et passe chez les poids légers. Il fait ses débuts aux États-Unis lors d'un gala de boxe organisé par la société de promotions Golden Boy à Indio, en Californie. Il perd son quatrième combat sur décision face à Raymond Muratalla.
En octobre 2018, il arrive à Tijuana, au Mexique, et s'entraîne sous les conseils de l'ancien champion du monde Raúl Pérez. Il y enchaîne les combats face à des boxeurs locaux.
Le 30 novembre 2018, il gagne son combat face à Edgar Ornelas par KO au premier round.
Il enchaîne une nouvelle victoire le 7 décembre 2018 face à Jose Manuel Teran Mendoza, cette fois-ci par arrêt de l'arbitre au deuxième round.
Il termine avec une victoire par KO encore une fois au deuxième round face à Óscar Alejandro Cano le 14 décembre 2019. Trois combats et trois victoires avant la limite en trois semaines.
Le 26 avril 2019, il remporte sa quatrième victoire de suite avant la limite en battant le mexicain Marcos Ochoa par abandon à l'appel de la troisième reprise.
Le 13 mars 2021, après un an et demi sans combattre à la suite d'une blessure à la main droite, Benjamin Da Cunha est de retour avec une victoire par KO au troisième round face au Mexicain Aramis Solis (25 combats, 14 victoires dont 9 par KO).
Le 11 décembre 2021, Benjamin Da Cunha remporte son combat face à Jose Zazueta Valdez (23 combats, 6 victoires, 4 KO et 3 matchs nul) par décision unanime.
Son palmarès est de onze combats, six victoires dont 5 avant la limite pour cinq défaites.

## Audiovisuel
En 2022, il produit une série documentaire « De Tijuana para el Mundo » sur la boxe au Mexique pour le Centre national du cinéma et de l'image animée.